# Hirke, Huleaipole
Hirke (în ucraineană Гірке) este un sat în comuna Verhnea Tersa din raionul Huleaipole, regiunea Zaporijjea, Ucraina.

## Demografie
Componența lingvistică a localității Hirke
     Ucraineană (98,53%)
     Rusă (1,47%)
Conform recensământului din 2001, majoritatea populației localității Hirke era vorbitoare de ucraineană (98,53%), existând în minoritate și vorbitori de rusă (1,47%).